# シェフィールド
シェフィールド（Sheffield）は、イギリスのイングランド中部の工業都市である。人口は58万人で、ロンドン、バーミンガム、リーズ、グラスゴーに次いで第5位。50km西にはマンチェスターが位置している。
またシェフィールド大学は5人のノーベル賞受賞者を輩出している名門大学。特に理工系に強い。
蹴球クラブの発祥地といわれる。

## 地理
シェフィールドは北緯53度23分 西経1度28分 / 北緯53.383度 西経1.467度に位置する。
ペナイン山脈の南端、ドン川とその4つの支流との合流地点に位置する。
367.94平方キロメートルの市域のうち半分近くがピーク国立公園をはじめとする森林で占められており、工業都市でありながら自然も楽しむことが可能である。「7つの丘の上に建てられた町」と呼ばれることがよくあり、町の一番低い場所は標高10m、最も高い地点は500m以上ある。89%の人たちは100~200mの地点に居を構える。

## 歴史
川にかこまれ水車動力がえられたことや、鉄鉱石と石炭が近郊で産出したことにより鉄鋼業で発展し、近隣のリーズやマンチェスターと並んで、産業革命以来英国工業の中心地として国の経済を支えてきた。1742年、銀メッキの技術がこの地で発明され、1850年代には発明家ヘンリー・ベッセマーが廉価な製鋼法ベッセマー法を開発。その結果、シェフィールドはイギリスの鉄鋼市場で特異な地位を獲得した。第二次世界大戦の際、ドイツ軍の爆撃で被害を受けたが、戦後、広範囲にわたって再建された。今は主要産業は金属加工業でナイフやフォークなど刃物産業が盛んであり、ゾーリンゲンや関市と並んで刃物の3S都市と呼ばれている。

## 経済
製鋼業の中心地で、なかでもステンレス製品、とくにナイフやフォークなどで知られる。周辺は主要な炭坑地域で、鋳鉄工場や真鍮工場も多い。1950年代以降主力産業が衰退し長く低迷状態にあったが、現在は英国有数の学術都市・科学技術集積地として息を吹き返し、英国有数の都市の座を守っている。

## 人口
| Sheffield Compared | Sheffield Compared | Sheffield Compared | Sheffield Compared |
| 人口構成           | シェフィールド     | サウスヨークシャー | イングランド       |
| ------------------ | ------------------ | ------------------ | ------------------ |
| 総人口             | 513,234            | 1,266,338          | 49,138,831         |
| 海外で出生         | 6.4%               | 8.9%               | 9.2%               |
| 白人               | 91%                | 95%                | 91%                |
| アジア系           | 4.6%               | 2.6%               | 4.6%               |
| 黒人               | 1.8%               | 0.9%               | 2.3%               |
| キリスト教         | 69%                | 75%                | 72%                |
| イスラム           | 4.6%               | 2.5%               | 3.1%               |
| ヒンズー           | 0.3%               | 0.2%               | 1.1%               |
| 宗教に属さない     | 18%                | 14%                | 15%                |
| 75歳以上           | 8.0%               | 7.6%               | 7.5%               |
| 失業者             | 4.2%               | 4.1%               | 3.3%               |

人口の年齢別構成は2007年時点で0～14歳16.4％、15～64歳67.9％、65歳以上15.7％である。

## 文化
1977年より、市内のクルーシブル劇場で毎年4～5月にかけて世界スヌーカー選手権が行われ、多くの観衆を集めている。
サッカーチームのシェフィールド・ウェンズデイFCとシェフィールド・ユナイテッドFCのホームタウンである。また、世界最古のサッカークラブと言われるシェフィールドFCも存在する。
シェフィールド・スティーラーズアイスホッケーチームの本拠地です。
シェフィールド・イーグルズRLFCはシティのラグビーリーグチームである。

## 主な観光地
- シェフィールド植物園
- シェフィールド・ウインター・ガーデン

## 交通
- シェフィールド・スーパートラム - 市内のライトレール（LRT）
- ミッドランド・メインライン - シェフィールドやノッティンガムとロンドンを結ぶ鉄道路線

## シェフィールド出身の著名人
- ジャスティン・ウィルソン - F1ドライバー
- エドガー・クレー - 指揮者
- ジョー・コッカー - ミュージシャン
- クリス・スペディング - ミュージシャン
- ブルース・チャトウィン - 作家
- ブルース・ディッキンソン - アイアン・メイデンのボーカリスト。
- マーガレット・ドラブル - 作家
- A・S・バイアット - 作家
- ナジーム・ハメド - ボクサー
- ゴードン・バンクス - サッカー選手
- カイル・ウォーカー - サッカー選手
- ガリー・ケーヒル - サッカー選手
- ショーン・ビーン - 俳優
- マイケル・ペイリン - 俳優・コメディアン。モンティ・パイソンのメンバー。
- アークティック・モンキーズ - ロックバンド
- ハリー・ライト - 野球選手・監督 (アメリカ野球殿堂表彰者)
- デフ・レパード - ロックバンド
- ヒューマン・リーグ - シンセポップバンド
- Bring Me The Horizon - メタルバンド
- スチュアート・ゼンダー - ミュージシャン。ジャミロクワイの元ベーシスト。

## 姉妹都市・友好都市
- 鞍山、中華人民共和国
- ボーフム、ドイツ
- ドネツィク、ウクライナ
- エステリ、ニカラグア
- 川崎市、日本
- キトウェ、ザンビア
- ピッツバーグ、アメリカ合衆国